# The Rosa Parks Story
The Rosa Parks Story ist eine US-amerikanische Filmbiografie aus dem Jahr 2002. Der Film lief 2002 als Fernsehfilm im US-Fernsehen.

## Handlung
Der Film beschreibt das Leben der Afroamerikanerin Rosa Parks, die durch ihre Rolle in der Bürgerrechtsbewegung in den USA weltberühmt wurde. Sie weigerte sich, sich in einem Bus an die Rassentrennung zu halten, und setzte sich auf einen für Weiße reservierten Sitzplatz. Sie wurde daraufhin ins Gefängnis gesperrt. Dadurch kam es in Montgomery, Alabama zu Demonstrationen und einem Busboykott; Dieser dauerte 381 Tage von 1955 bis 1956.
Der Film zeigt ihren Hintergrund und die rassistische Diskriminierung, wie sie in der Gesellschaft Alabamas und den Südstaaten vorherrschte. Rosa wurde als Kind von der Religious Society of Friends (Quäkern) erzogen. Sie wurde ermutigt, gegen die Rassentrennung zu kämpfen. Als junge Frau, noch im Teenageralter, heiratete sie den Friseur Raymond Parks, einen Bürgerrechtsaktivisten. Sie trat dem örtlichen Büro der NAACP bei, obwohl ihr Mann diese Organisation für ineffektiv hielt.
Am 1. Dezember 1955 weigerte sich Parks, einen für Weiße reservierten Sitzplatz im Bus zu räumen. Diese Aktion und ihre Verhaftung führten zu zahlreichen Protesten und der Gründung der Montgomery Improvement Association. Martin Luther King war einer der wichtigsten Organisatoren des Busboykotts. Schließlich erklärte der Oberste Gerichtshof der Vereinigten Staaten die Rassentrennung in Bussen für illegal. Dies war eine Initialzündung für weitere Proteste und ein Meilenstein im Kampf der Afroamerikaner um gleiche Rechte.

## Auszeichnungen
- Bei den NAACP Image Awards wurde der Film als bester Fernsehfilm ausgezeichnet[1]
- Angela Bassett gewann den NAACP Image Award als beste Hauptdarstellerin in einem Fernsehfilm[1]
- 2003 Black Reel Award
  - Angela Bassett als beste Hauptdarstellerin[1]
  - Cicely Tyson als beste Nebendarstellerin[1]
  - Paris Qualles (Drehbuch)[1]
  - Bester Fernsehfilm[1]
- Family Television Award[1]
- New York Christopher Award[1]
- Directors Guild Awards: Nominierung für Julie Dash als beste Regisseurin[1]
- Angela Bessett wurde 2002 für einen Emmy nominiert[1]